# Mamer
Mamer is een gemeente in het Luxemburgse Kanton Capellen. De gemeente heeft een totale oppervlakte van 27,54 km² en telde 6996 inwoners op 1 januari 2007. Doorheen de gemeente Mamer stroomt de gelijknamige rivier.

## Kernen
De gemeente bestaat uit drie delen:
- Mamer
- Capellen
- Holzem

## Ontwikkeling van het inwoneraantal
| Jaar                              | 2001 | 2002 | 2003 | 2004 | 2005 |
| --------------------------------- | ---- | ---- | ---- | ---- | ---- |
| Inwoneraantal                     | 6753 | 6767 | 6783 | 6729 | 6823 |
| Opmerking: tellingen op 1 januari |      |      |      |      |      |

## Bekende inwoners
- Nicolas Frantz (1899-1985), wielrenner
- Josy Barthel (24 april 1927 - 7 juli 1992), atleet en minister
- Léon Letsch (20 mei 1927), voetballer
- Harold van Beek (14 april 1962), Nederlands atleet
- Roger Negri (7 februari 1954), Luxemburgs politicus

## Zie ook

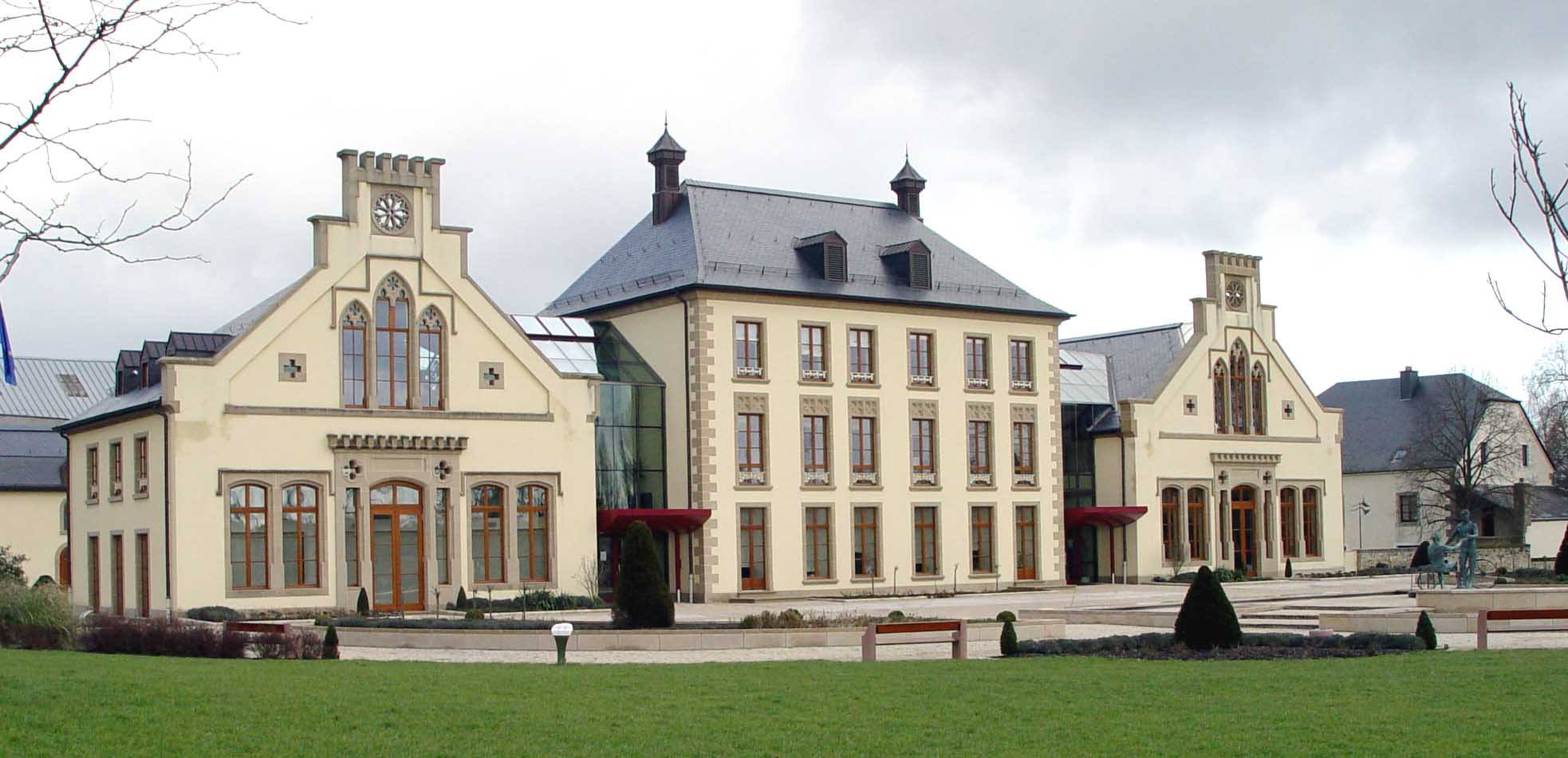
Gemeentehuis van Mamer